# Témiscaming

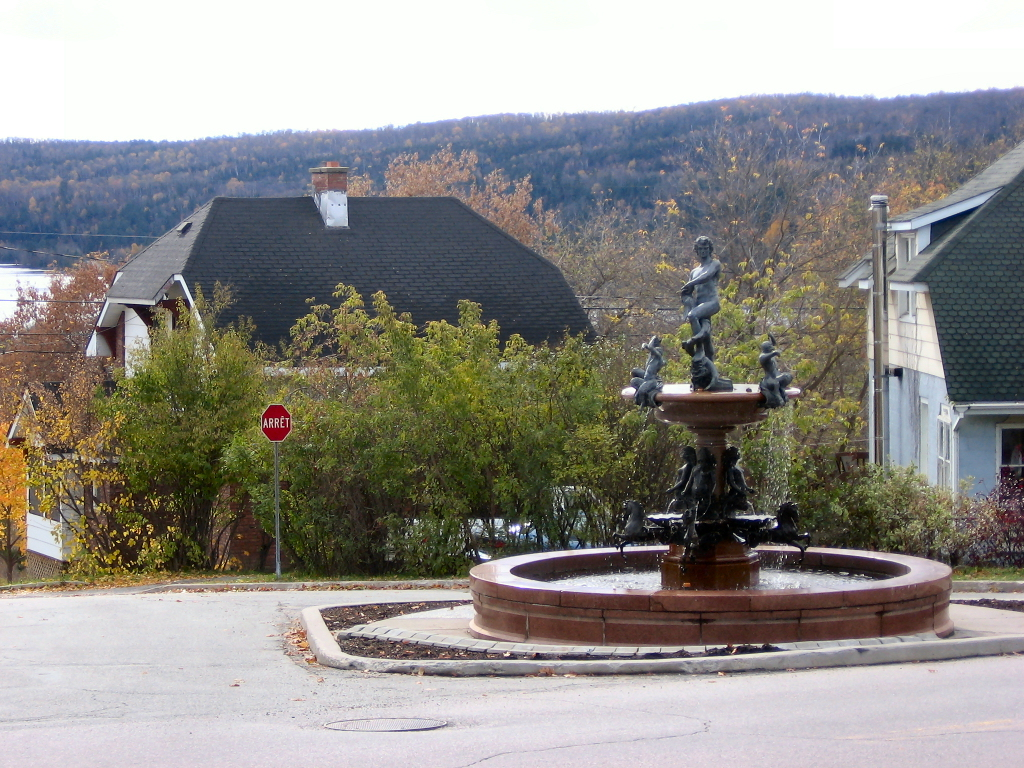
Fontaine von Témiscaming

Témiscaming, engl. Timiscaming, ist eine Kleinstadt am Südufer des Lac Témiscamingue in Québec, der größten Provinz Kanadas. Sie gehört zur regionalen Grafschaftsgemeinde (municipalité régionale de comté) Témiscamingue.
Wichtigste Industrie ist eine Zellulosefabrik. Témiscaming wurde 1917 durch Riordan Pulp gegründet. Das Dorf und die Fabrik wurden 1925 durch die Canadian International Paper Company gekauft. 1973, als die Firma entschied, das Werk zu schließen, übernahm die Firma Tembec die Mühle.

## Persönlichkeiten
- Rich Lemieux (* 1951), Eishockeyspieler
- André Savard (* 1953), Eishockeyspieler, -trainer, -funktionär
- John Smart (* 1965), Freestyle-Skier